# جبل مسعد
جبل مسعد (به عربی: جبل مسعد) یک شهرداری در الجزایر است که در استان مسیله واقع شده‌است. جبل مسعد ۱۳٬۹۴۸ نفر جمعیت دارد.